# Пахутинці
Пахутинці — село в Україні, у Наркевицькій селищній територіальній громаді Хмельницького району Хмельницької області. Населення становить ▼395 осіб.

## Історія
7 (20) листопада 1917 року, відповідно до Третього Універсалу Української Центральної Ради, увійшло до складу Української Народної Республіки.
Під час організованого радянською владою Голодомору 1932—1933 років померло щонайменше 277 жителів села.
Колишній орган місцевого самоуправління — Пахутинецька сільська рада.

## Відомі люди
- Кивлюк Володимир Семенович (1947) — генерал-лейтенант, кандидат економічних наук, доцент, професор кафедри тилового забезпечення інституту забезпечення і логістики Національного університету оборони України імені Івана Черняховського.

## Галерея

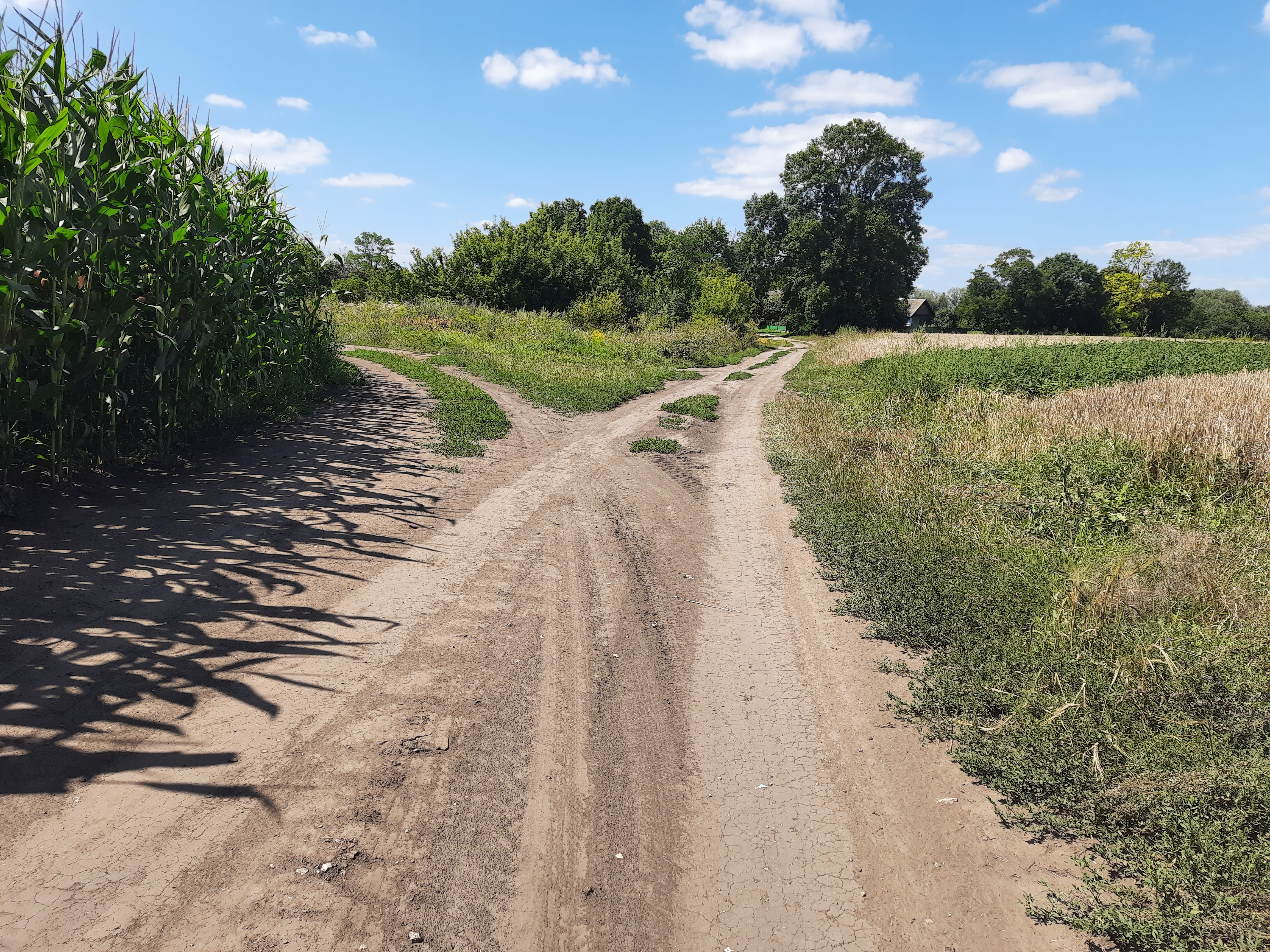
Дорога в село
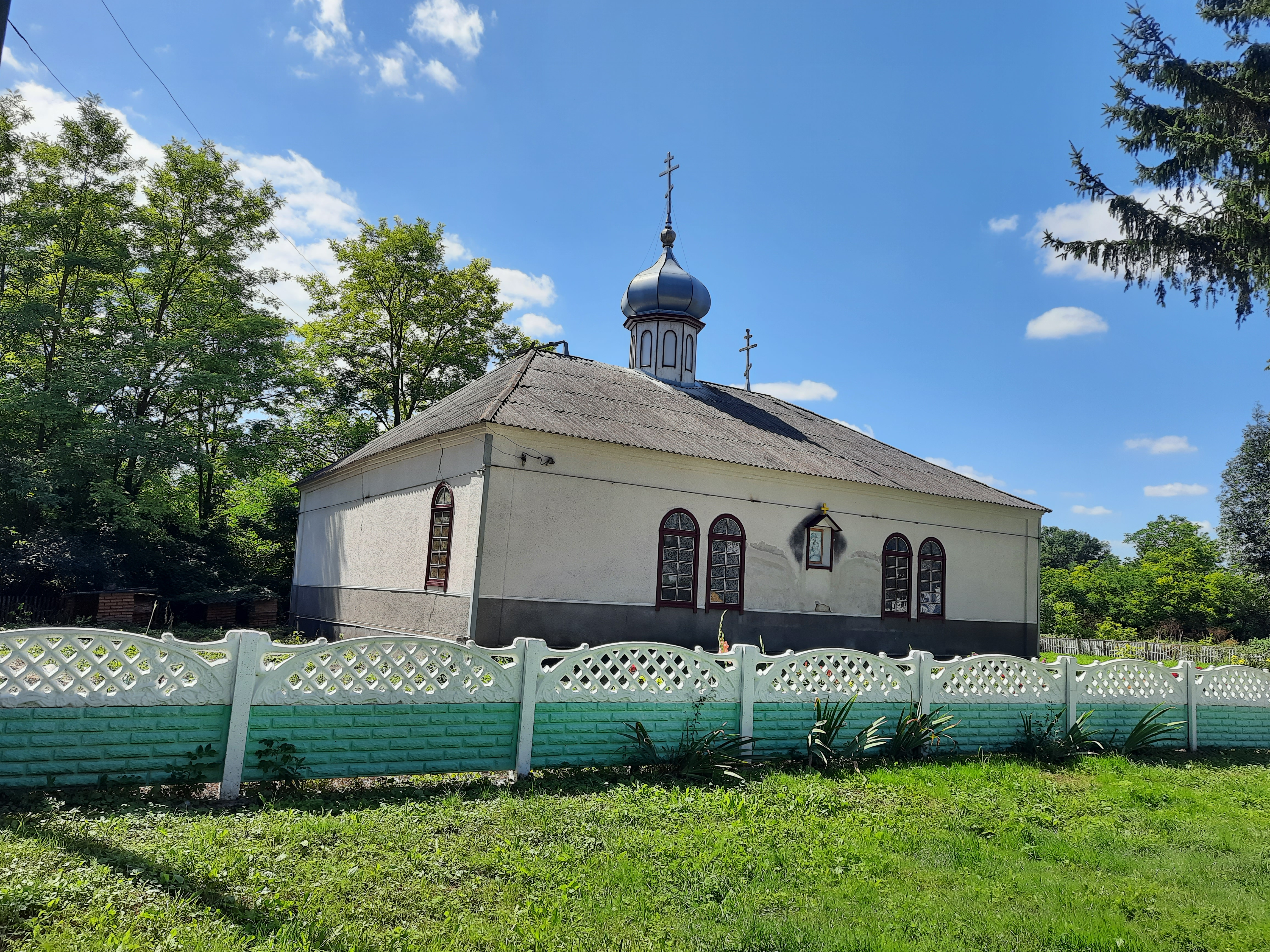
Сільська церква
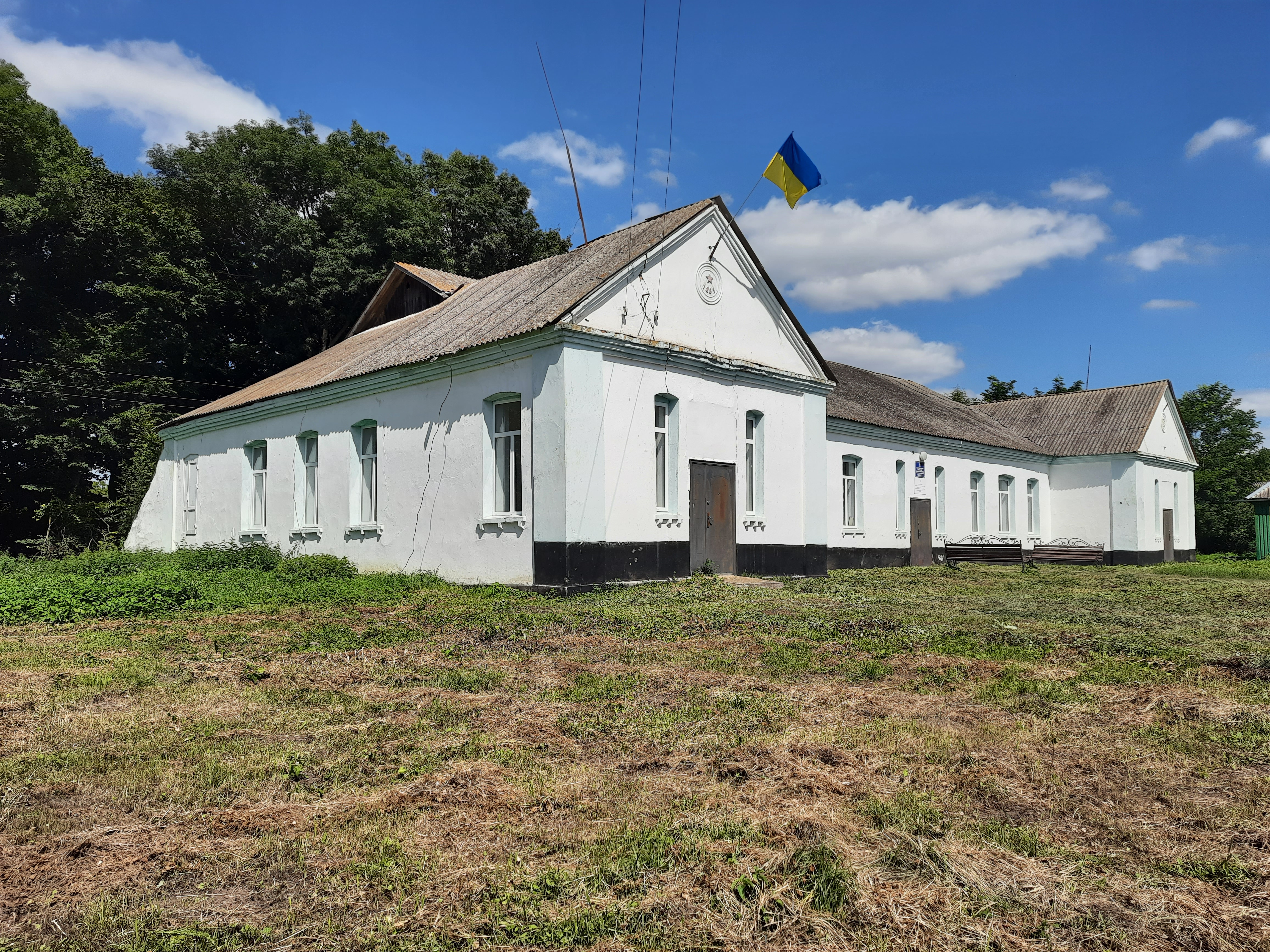
Клуб
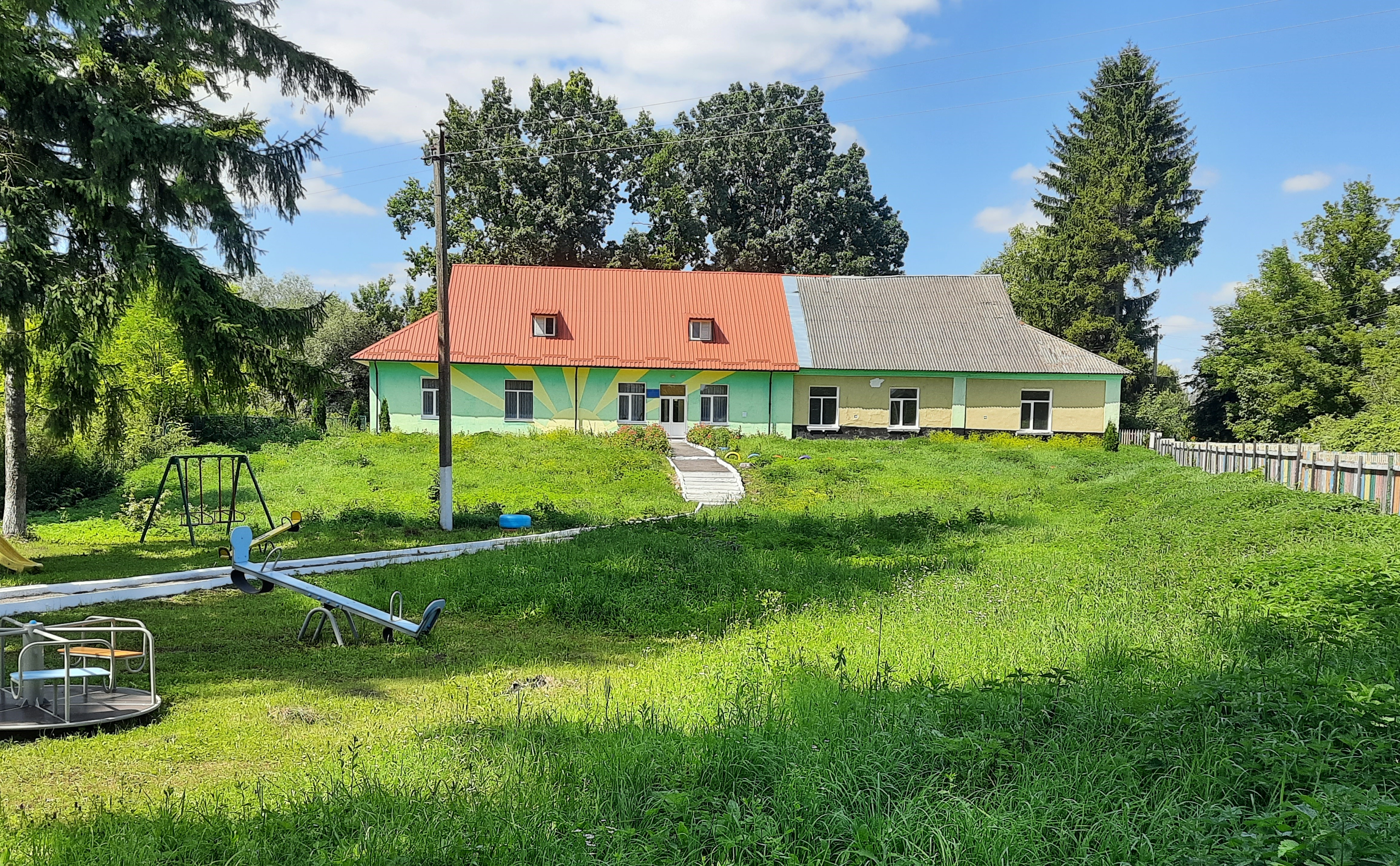
Дитячий садок
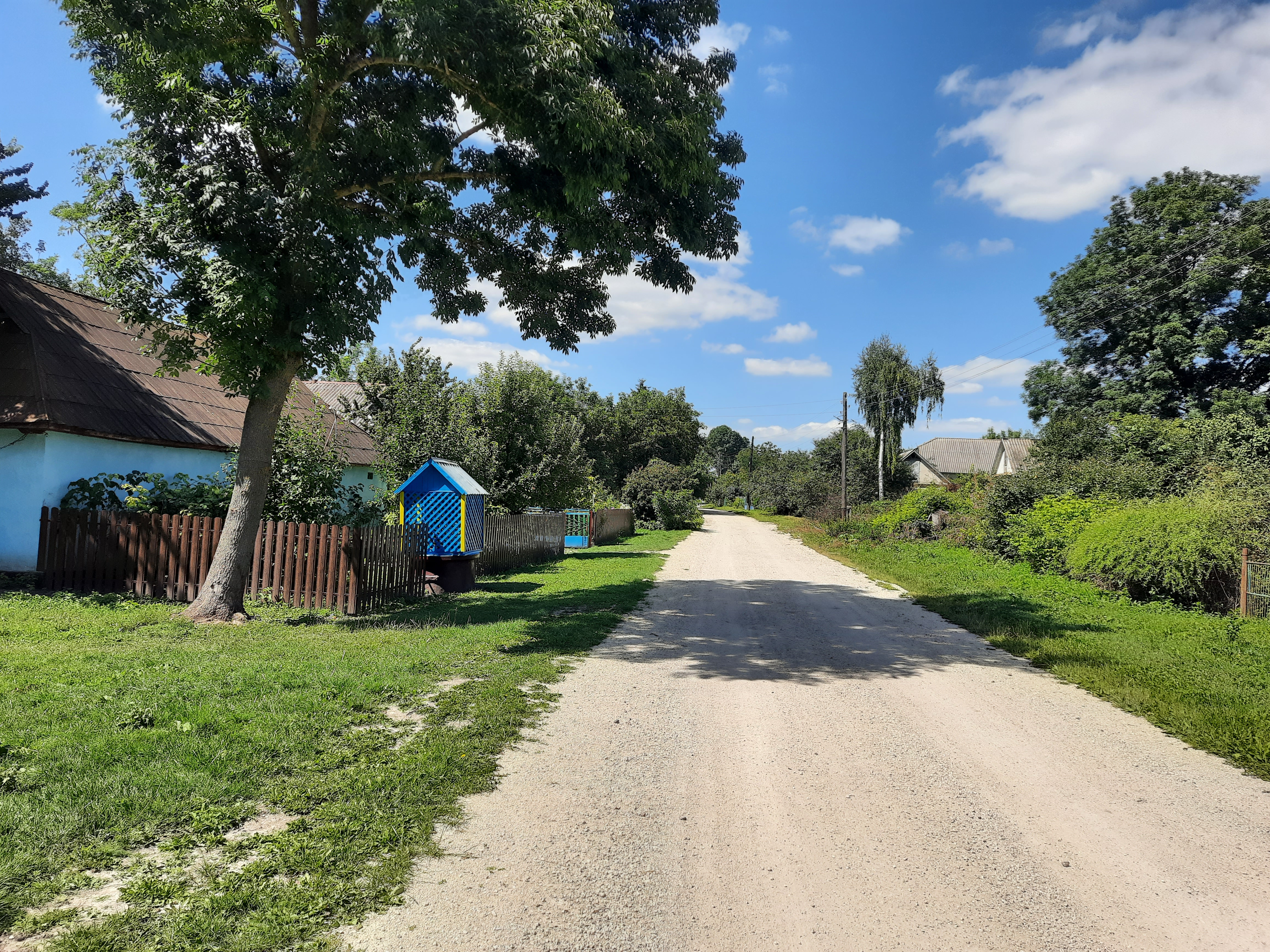
Сільська вулиця
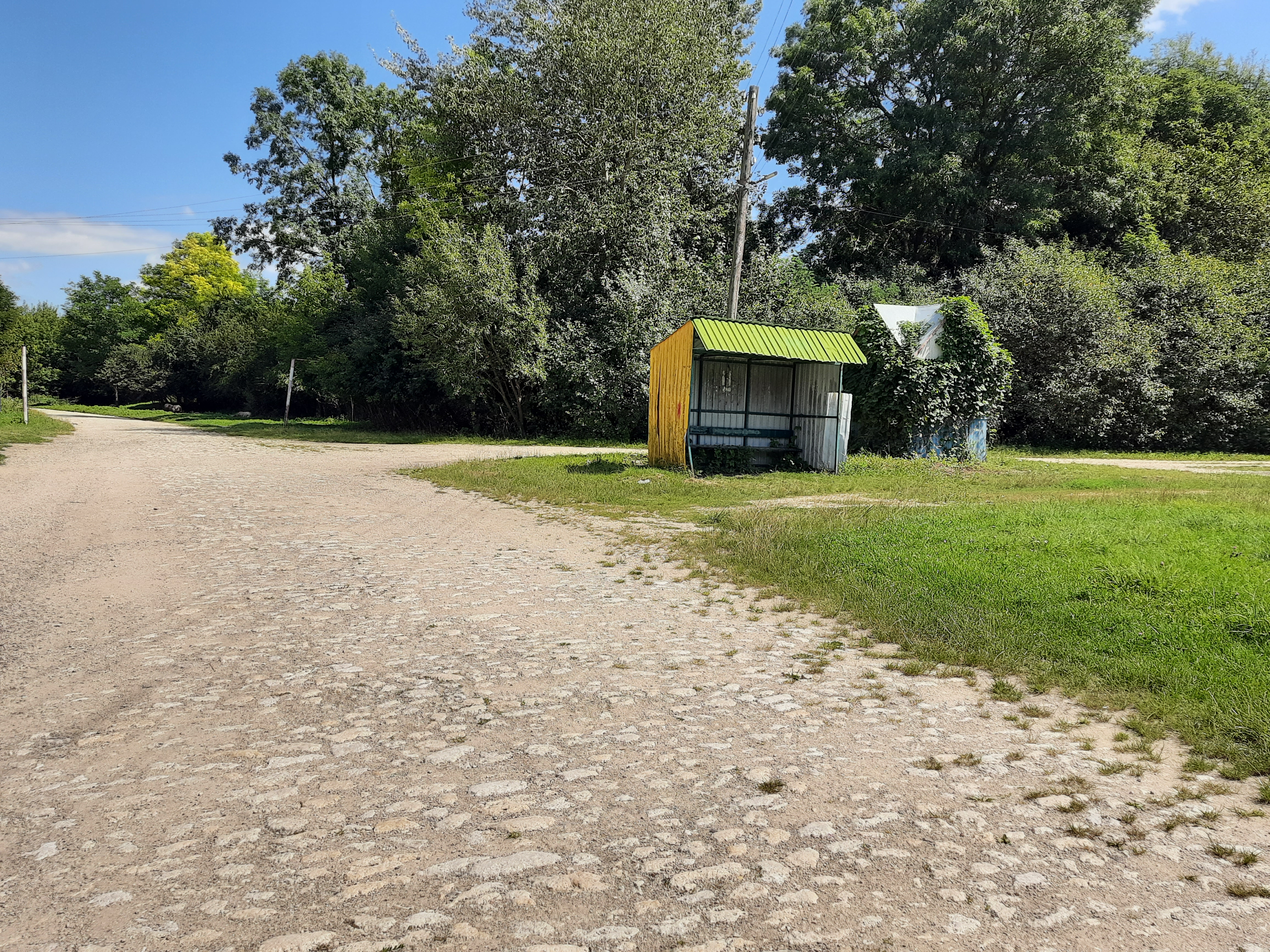
Автобусна зупинка
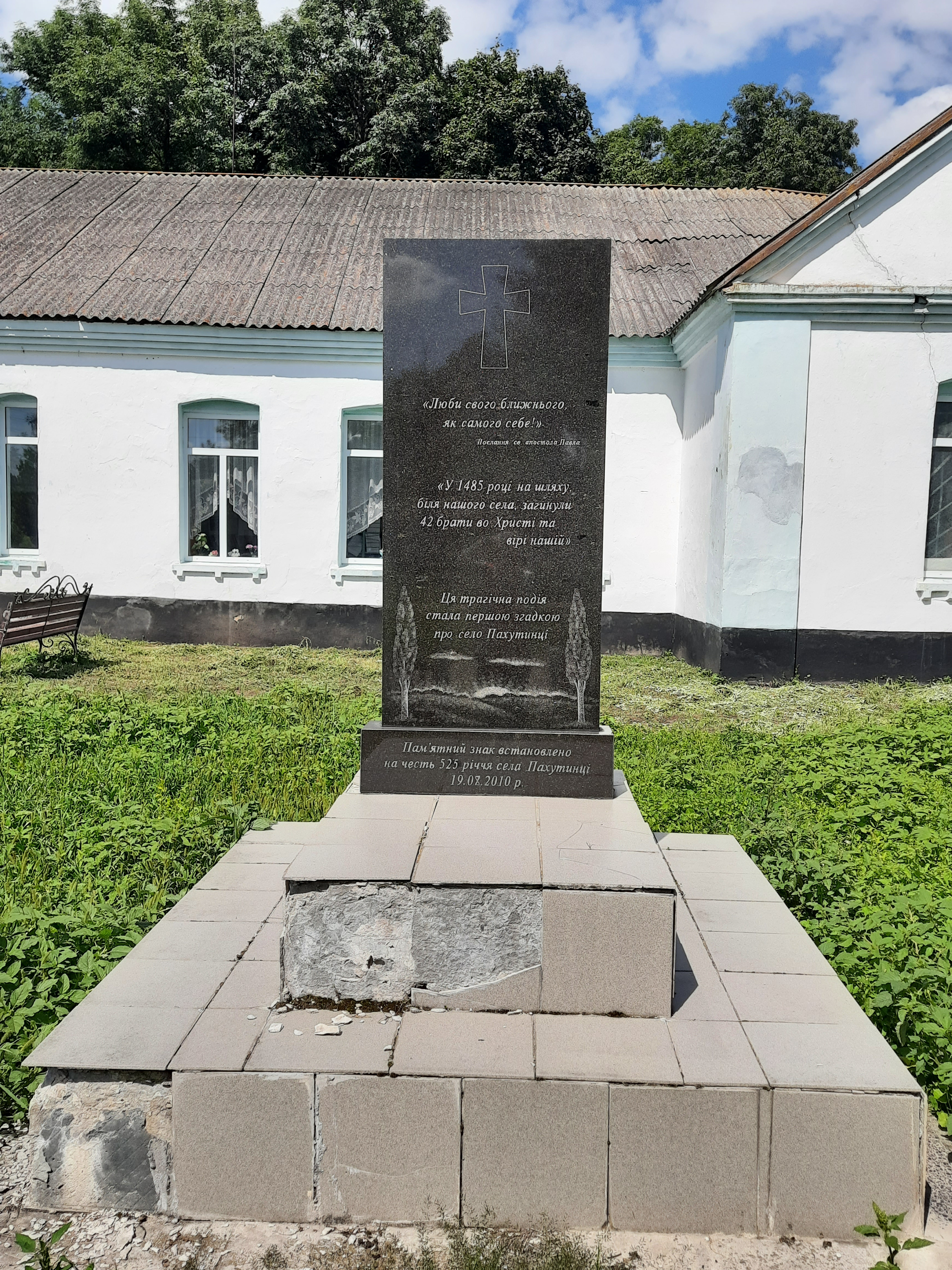
Пам'ятний знак в честь першої згадки про село у 15ст.
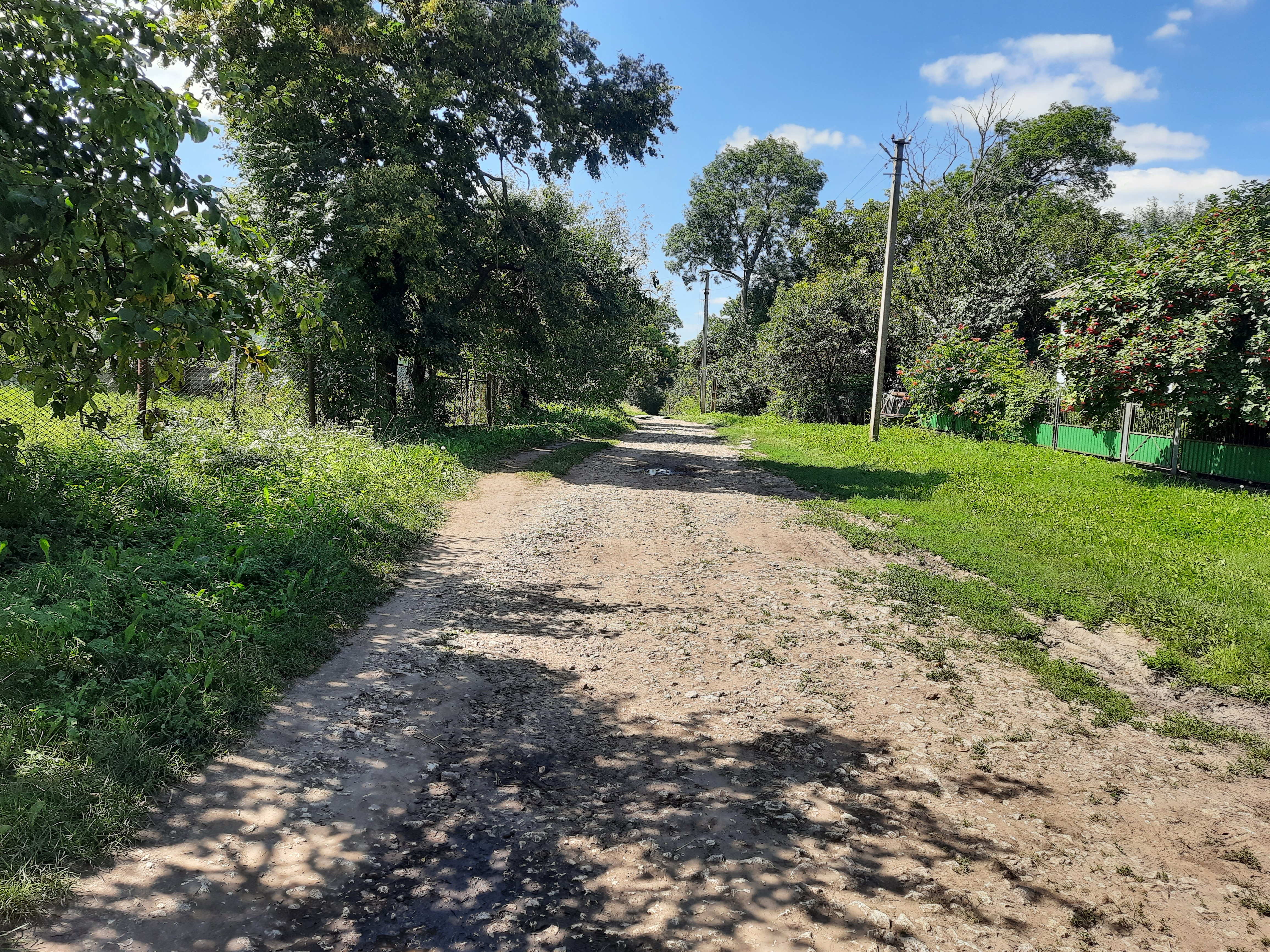
Околиця села